# Canton de Carlux
Le canton de Carlux est une ancienne division administrative française située dans le département de la Dordogne, en région Aquitaine.

## Historique
Le canton de Carlux est l'un des cantons de la Dordogne créés en 1790, en même temps que les autres cantons français. Il a d'abord été rattaché au district de Sarlat avant de faire partie de l'arrondissement de Sarlat, renommé en arrondissement de Sarlat-la-Canéda en 1965.
De 1790 à 1819, la commune de Beaurepos en a fait partie, avant sa fusion avec la commune de Souillac, dans le département voisin du Lot.

### Redécoupage cantonal de 2014-2015
Par décret du 21 février 2014, le nombre de cantons du département est divisé par deux, avec mise en application aux élections départementales de mars 2015. Le canton de Carlux est supprimé à cette occasion. Ses onze communes sont alors rattachées au canton de Terrasson-Lavilledieu.

## Géographie
Ce canton était organisé autour de Carlux dans l'arrondissement de Sarlat-la-Canéda. Son altitude variait de 60 m (Calviac-en-Périgord) à 323 m (Peyrillac-et-Millac) pour une altitude moyenne de 125 m.

## Représentation

### Conseillers généraux de 1833 à 2015
Avant 1833, les conseillers généraux étaient désignés, et ne représentaient pas un canton déterminé.
| Période     | Période      | Identité                           | Étiquette                                                | Qualité                                                                   |
| ----------- | ------------ | ---------------------------------- | -------------------------------------------------------- | ------------------------------------------------------------------------- |
| 1833        | 1838 (décès) | Jean-Baptiste Soulignac-Saint-Rome |                                                          | Maire de Carsat Ancien membre du Conseil des Cinq-Cents (1799)            |
| 1838        | 1848         | Louis Sépière                      |                                                          | Procureur du Roi à Sarlat                                                 |
| 1848        | 1852         | Félix Vialard-Vergne               |                                                          | Juge de paix du canton de Carlux, ancien conseiller d'arrondissement      |
| 1852        | 1859 (décès) | Antoine Jules Roux                 |                                                          | Avoué, maire de Sarlat (1854-1869)                                        |
| 1859        | 1863 (décès) | Félix Vialard-Vergne               |                                                          | Juge de paix, maire de Carlux                                             |
| 1864        | 1875 (décès) | François Lacombe                   |                                                          | Ingénieur civil, Saint-Julien-de-Lampon                                   |
| 1875        | 1895         | Marie Anastase Gaston Marmier      | Républicain                                              | Capitaine puis lieutenant-colonel du génie, Sarlat                        |
| 1895        | 1901         | Louis-Joseph Pécheyran             | Républicain                                              | Suppléant du juge de paix Maire de Calviac, conseiller d'arrondissement   |
| 1901        | 1907         | Pierre Dupiellet                   | Républicain                                              | Médecin - Maire de Carlux (1896-1925), ancien conseiller d'arrondissement |
| 1907        | 1913         | Jean Laborie                       | Rad.                                                     | Médecin à Carlux Maire de Peyrillac-et-Millac                             |
| 1913        | 1919         | Pierre Dupiellet                   | Républicain                                              | Médecin - Maire de Carlux (1896-1925)                                     |
| 1919        | 1938 (décès) | Jean Laborie                       | Rad.                                                     | Médecin à Carlux Maire de Peyrillac (1912-1938)                           |
| 1938 (août) | 1940         | Victorien Bordes                   | Rad.                                                     | Propriétaire et courtier en immeubles Maire d'Orliaguet                   |
|             |              |                                    |                                                          |                                                                           |
| 1943        | 1945         | Albéric Deguiral                   |                                                          | Médecin Maire de Carsac-de-Carlux Nommé conseiller départemental en 1943  |
|             |              |                                    |                                                          |                                                                           |
| 1945        | 1958         | Victorien Bordes                   | Rad.                                                     | Maire d'Orliaguet                                                         |
| 1958        | 1982         | Lucien Lespinasse                  | SFIO puis PS                                             | Agriculteur Maire de Veyrignac                                            |
| 1982        | 2001         | Maurice Léonard                    | PCF                                                      | Contrôleur TPE Maire de Cazoulès (1971-2008)                              |
| 2001        | 2015         | André Alard                        | Union des Démocrates de la Dordogne (UDD) (RPR puis UMP) | Agriculteur - Maire de Carlux (depuis 1989)                               |

### Conseillers d'arrondissement (de 1833 à 1940)
| Période                                  | Période | Identité                       | Étiquette           | Qualité |
| ---------------------------------------- | ------- | ------------------------------ | ------------------- | --- |
| Les données manquantes sont à compléter. |         |                                |                     | |
| 1833                                     | 1839    | Félix Vialard-Vergne           |                     | Maire de Carlux |
| 1839                                     | 1848    | Pierre Montet (de Lalinguette) |                     | Médecin à Cazoulès |
|                                          |         |                                |                     | |
| 1855                                     | 1867    | Victor Gagnebé                 |                     | Notaire, propriétaire à Calviac |
| 1867                                     | 1874    | Maurice Montet                 |                     | Médecin à Cazoulès |
| 1874                                     | 1889    | Aristide-Oscar Gagnebé         | Républicain         | Licencié en droit, notaire à Périgueux, suppléant du juge de paix                                                                             |
| 1889                                     | 1895    | Louis-Joseph Péchayran         | Républicain         | Maire de Calviac |
| 1895                                     | 1898    | Pierre Dupiellet               | Républicain         | Médecin - Maire de Carlux (1896-1925) |
| 1898                                     | 1919    | François Dartin                | Républicain radical | Maire de Carsac-de-Carlux |
| 1919                                     | 1934    | Yvon Delbos                    | Radical             | Député (1924-1940), Président du Conseil d'arrondissement, propriétaire à Montignac et à Paris, élu conseiller général du canton de Montignac |
| 1934                                     | 1940    | Roger Larnaudie                |                     | Maire de Carlux (1925-1949) |
| 1940                                     |         |                                |                     | Les conseils d'arrondissement ont été suspendus par la loi du 12 octobre 1940 et n'ont jamais été réactivés                                   |

Sources : "Annuaires et calendriers 1789-1842 " sur le site des archives départementales de la Dordogne. https://archives.dordogne.fr/r/72/fonds-imprimes/annuaires-et-calendriers?arko_default_6076b1c79b335--ficheFocus=

## Composition
Le canton de Carlux regroupait onze communes et comptait 5 394 habitants (population municipale) au 1er janvier 2011.
| Communes               | Population (2012) | Code postal | Code Insee |
| ---------------------- | ----------------- | ----------- | ---------- |
| Calviac-en-Périgord    | 490               | 24370       | 24074      |
| Carlux                 | 643               | 24370       | 24081      |
| Carsac-Aillac          | 1 521             | 24200       | 24082      |
| Cazoulès               | 457               | 24370       | 24089      |
| Orliaguet              | 95                | 24370       | 24314      |
| Peyrillac-et-Millac    | 219               | 24370       | 24325      |
| Prats-de-Carlux        | 499               | 24370       | 24336      |
| Saint-Julien-de-Lampon | 625               | 24370       | 24432      |
| Sainte-Mondane         | 262               | 24370       | 24470      |
| Simeyrols              | 257               | 24370       | 24535      |
| Veyrignac              | 326               | 24370       | 24574      |

## Démographie
| 1962  | 1968  | 1975  | 1982  | 1990  | 1999  | 2006  | 2011  | 2012  |
| ----- | ----- | ----- | ----- | ----- | ----- | ----- | ----- | ----- |
| 3 945 | 3 860 | 3 821 | 4 242 | 4 550 | 4 665 | 5 127 | 5 394 | 5 434 |